# Villaines-la-Carelle

Villaines-la-Carelle este o comună în departamentul Sarthe, Franța. În 2009 avea o populație de 174 de locuitori.